# نادي فلنسبورغ هاندفيت لكرة اليد
نادي فلنسبورغ هاندفيت لكرة اليد هو نادي كرة يد في ألمانيا تأسس في سنة 1990. يلعب في الدوري الألماني لكرة اليد. تبلغ سعة ملعبه 6300 متفرجا.

## وصلات خارجية
- الموقع الرسمي